# Anictis
Anictis — вимерлий рід ссавців з надродини Aeluroidea, що жив у олігоцені Європи 33.9—28.4 млн років тому.
В Anictis була дієта всеїдна, точніше, від гіперм'ясоїдної до мезом'ясоїдної.